# Pogonodon
Pogonodon platycopis, Deinictis platycopis, Dinictis platycopis, Hoplophoneus platycopis, Nimravus platycopis
Genre
Espèce
Synonymes
- Deinictis platycopis,
- Dinictis platycopis,
- Hoplophoneus platycopis,
- Nimravus platycopis

Pogonodon est un genre fossile de tigre à dents de sabre de la famille des Nimravidae, qui vivait de l'Éocène au Miocène en Amérique du Nord et en Eurasie, entre 30 et 7 millions d'années. L'espèce type est Hoplophoneus platycopis et en 2022, le genre a plusieurs espèces selon BioLib et Paleobiology Database.

## Liste d'espèces
- † Pogonodon platycopis Cope, 1879 espèce type
- † Pogonodon eileenae[réf. nécessaire]
- † Pogonodon davisi (Merriam 1906)[1]
- † Pogonodon cismontanus (Thorpe 1920)[2],[3]